# Tiburon Challenger 2003
Il Tiburon Challenger 2003 è stato un torneo di tennis facente parte della categoria ATP Challenger Series nell'ambito dell'ATP Challenger Series 2003. Il torneo si è giocato a Tiburon negli Stati Uniti dal 13 al 19 ottobre 2003 su campi in cemento.

## Vincitori

### Singolare
Alex Bogomolov Jr. ha battuto in finale  Jeff Morrison con il punteggio di 7–6(4), 6–3.

### Doppio
Brandon Coupe /  Justin Gimelstob hanno battuto in finale  Diego Ayala /  Robert Kendrick con il punteggio di 0–6, 6–3, 7–6(3).